# Maison (34 rue Voltaire, Chinon)
Pour les articles homonymes, voir Maison (homonymie).
La maison (34 rue Voltaire, Chinon), également appelée localement maison bleue, est une demeure médiévale dans la commune française de Chinon, dans le département d'Indre-et-Loire.

## Localisation
La maison se situe au 34, rue Voltaire, principale rue traversant la ville d'ouest en est au Moyen Âge. En outre, elle se situe à l'angle de la rue Jeanne-d'Arc et du Grand Carroi, place importante et centre de commerce de la ville à l'époque médiévale.

## Histoire

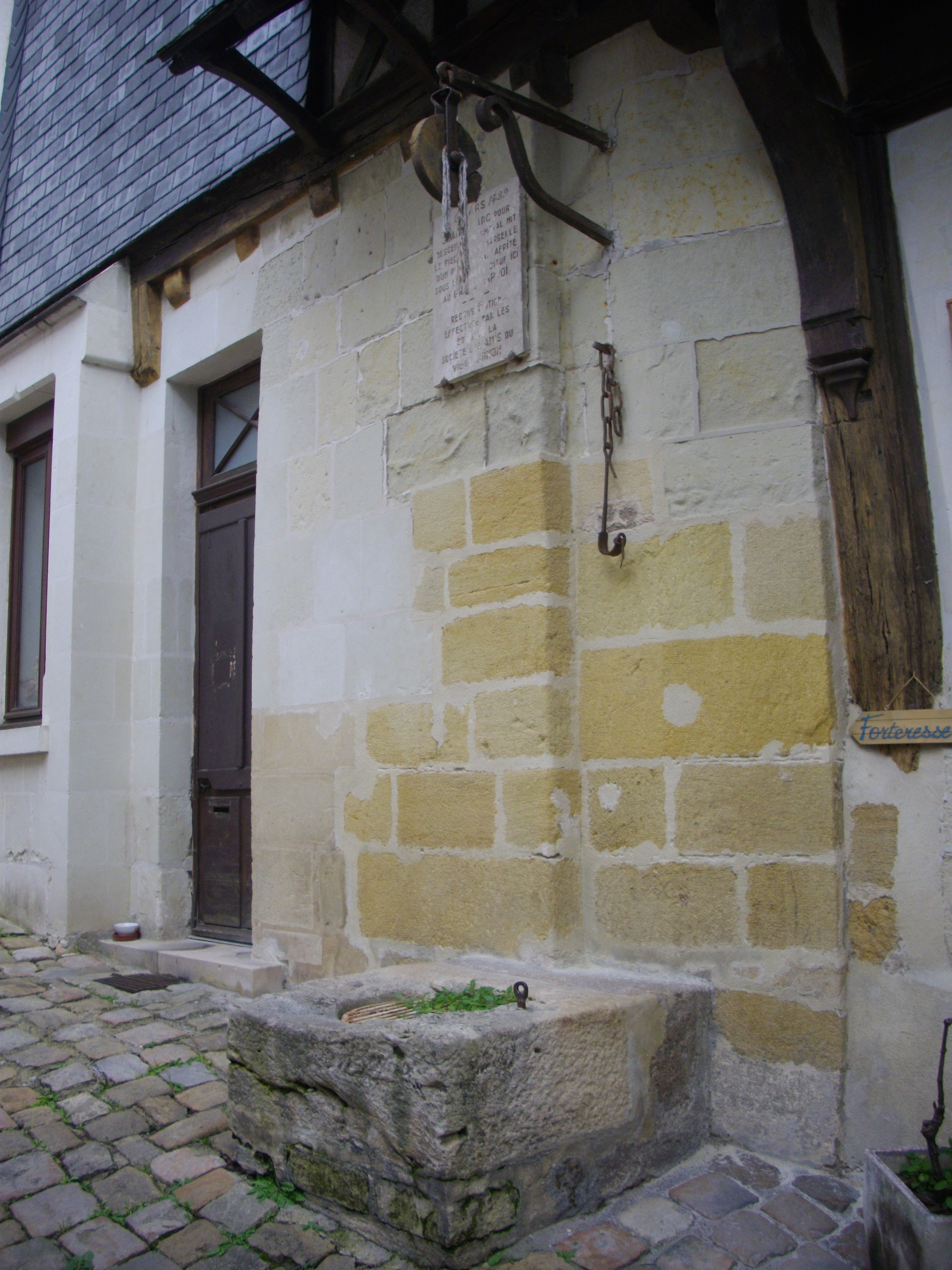
Reconstitution du puits.

La maison est sans doute construite au XVe siècle mais seule sa façade conserve son aspect originel. Son rez-de-chaussée est partiellement repris en pierre de taille.
Une tradition locale veut que Jeanne d'Arc, en arrivant à Chinon, ait posé le pied sur la margelle d'un puits situé contre cette maison pour descendre de cheval. Elle loge dans une auberge proche avant de rencontrer  Charles VII au château. Cette margelle est déposée au XIXe siècle, mais elle est reconstituée plus tard,.
Son surnom de « maison bleue » fait référence aux ardoises qui recouvrent partiellement ses murs. C'est également un contraste avec la maison rouge toute proche.
La maison est inscrite comme monument historique par décret du 12 novembre 1926.

## Description
Les pans de bois des étages des deux façades sur rue, à l'origine apparents, sont désormais intégralement recouverts d'ardoise pour les protéger. Ils présentent par ailleurs un fort encorbellement soutenu par des poteaux non décorés. L'alignement des baies d'un étage à l'autre est caractéristique de l'architecture locale.

## Pour en savoir plus